# ایشانلر
ایشانلر ، روستایی است از توابع بخش مرکزی شهرستان گنبد کاووس در استان گلستان ایران

## جمعیت
این روستا در دهستان آق‌آباد قرار داشته و براساس سرشماری سال ۱۳۹۵ جمعیت آن ۴۸۰ نفر (در ۱۳۲ خانوار) بوده‌است.